# 嘉定 (南宋)
嘉定（かてい）は、中国・南宋の寧宗の治世に使用された元号。1208年 - 1224年。

## 西暦等との対照表
| 嘉定 | 元年   | 2年    | 3年    | 4年          | 5年    | 6年                 | 7年    | 8年    | 9年    | 10年         |  |  |  |  |  |  |
| 西暦 | 1208年 | 1209年 | 1210年 | 1211年       | 1212年 | 1213年              | 1214年 | 1215年 | 1216年 | 1217年       |  |  |  |  |  |  |
| 干支 | 戊辰   | 己巳   | 庚午   | 辛未         | 壬申   | 癸酉                | 甲戌   | 乙亥   | 丙子   | 丁丑         |  |  |  |  |  |  |
| 金   | 泰和8  | 大安元 | 大安2  | 大安3        | 崇慶元 | 崇慶2 至寧元 貞祐元 | 貞祐2  | 貞祐3  | 貞祐4  | 貞祐5 興定元 |  |  |  |  |  |  |
| 西夏 | 応天3  | 応天4  | 皇建元 | 皇建2 光定元 | 光定2  | 光定3               | 光定4  | 光定5  | 光定6  | 光定7        |  |  |  |  |  |  |
| 嘉定 | 11年   | 12年   | 13年   | 14年         | 15年   | 16年                | 17年   |        |        |              |  |  |  |  |  |  |
| 西暦 | 1218年 | 1219年 | 1220年 | 1221年       | 1222年 | 1223年              | 1224年 |        |        |              |  |  |  |  |  |  |
| 干支 | 戊寅   | 己卯   | 庚辰   | 辛巳         | 壬午   | 癸未                | 甲申   |        |        |              |  |  |  |  |  |  |
| 金   | 興定2  | 興定3  | 興定4  | 興定5        | 元光元 | 元光2               | 正大元 |        |        |              |  |  |  |  |  |  |
| 西夏 | 光定8  | 光定9  | 光定10 | 光定11       | 光定12 | 乾定元              | 乾定2  |        |        |              |  |  |  |  |  |  |

## 出来事
- 開禧3年
  - 12月26日：翌年より踰年改元の詔が下る。
- 嘉定元年
  - 2月：郴州黒風峒の瑤族の羅世伝が反乱。
  - 3月19日：秦檜の王爵が追復される。
  - 閏4月28日：韓侂冑の首を両淮地方に梟した後、金に送る。
  - 9月22日：金と和約を結ぶ（3度目）。両国関係は伯姪と定め、国境は開禧北伐の以前通りに戻す。宋が金に送る歳幣（中国語版）は増やす。歳幣の内容として、銀は10万両増えて30万両、絹は10万匹増えて30万匹となる。
  - 10月10日：史弥遠が右丞相となる。
- 嘉定2年
  - 2月6日：青羌が黎州を急襲する。
  - 5月4日：史弥遠が単独宰相となり政権を握る。
  - 11月：黒風峒の李元礪が乱を起こす。
  - 12月9日：朱熹に「文」の諡が贈られる。道学の禁令も完全に解ける。
  - 12月29日：詩人の陸游が死去。
- 嘉定3年
  - 正月15日：群盗を招諭する詔勅が出る。
  - 4月6日：李元礪の率いる蛮寇が南雄州を急襲する。
  - 5月18日：沿海諸州に海賊の取締を促す。
  - 12月12日：羅世伝が李元礪を捕らえて投降する。
- 嘉定4年
  - 2月2日：李元礪を誅す。
  - 6月7日：金に派遣された南宋の使者がモンゴルの侵寇に会って還る。
  - 9月12日：叙州の蛮寇が辺境を侵す。
  - 9月26日：羅世伝の殺害により黒風峒の反乱が平定される。
  - 10月26日：金の混乱に備え、江淮・京湖・四川の防御を厳重にする。
- 嘉定5年
  - 正月21日：諸路に両浙の倍役法が施行される。
  - 3月3日：叙州の蛮寇が平定される。
- 嘉定6年
  - 2月24日：宗室と胥吏の通婚を禁ずる詔勅が出る。
  - 8月2日：思州知州の田宗範が反乱を企てると、これを討伐する。
  - 閏9月29日：雷の異変により寧宗の「罪己詔」が下る。
  - 10月：モンゴルが金の中都を包囲する。
  - 11月17日：虚恨蛮が嘉定府を侵す。
- 嘉定7年
  - 正月元日：四川の宋軍が金の境内に入って秦州を攻めたが、敗退する。
  - 2月12日：黎州の青羌が投降する。
  - 5月：金が開封へ遷都する。
  - 6月24日：嘉定府に辺丁を置いて諸蛮に備える。
  - 7月：西夏の使者が四川に来て金を挟撃することを議論したが、答えない。
  - 7月27日：真徳秀の上奏により金に対する歳幣支給の停止を決める。
- 嘉定8年
  - 3月17日：南宋が金に和議の維持を条件付で歳幣の減額を求めたが、金はこれを拒否する。
  - 5月：モンゴルが中都を攻め落し、そこに行省を置く。
- 嘉定9年
  - 正月：馬軍司水軍が設置される。
  - 4月15日：秦州の流民10万人が帰順を請じたが、四川制置使により断られる。
- 嘉定10年
  - 4月1日：金が南宋からの歳幣停止を理由に侵攻開始。
  - 5月27日：中原の官民を招諭する詔勅が出る。
  - 7月9日：雅州の蛮寇が辺境を侵す。
  - 12月27日：金軍が大散関を急襲する。
- 嘉定11年
  - 正月10日：山東の盗賊の李全が帰順して来る。
  - 3月17日：宋軍が大散関を奪還し、金軍を追撃して大破する。
  - 12月：金が和議を求めて来たが、南宋はこれを拒否する。金は南侵を再開。
- 嘉定12年
  - 2月27日：棗陽軍を攻めた金軍が退却する。
  - 閏3月：金軍が淮南を蹂躙する。
  - 閏3月28日：興元府の軍人の張福が反乱。
  - 7月3日：張福を誅す。
  - 9月14日：沿江淮東西制置司が設置される。
- 嘉定13年
  - 正月：淮北に入った宋軍が勝てずに還る。金軍が樊城を攻めたが、宋の守備軍により撃退される。
  - 5月1日：雅州の蛮夷が投降する。
  - 8月15日：南宋と西夏が金を挟撃することに約する。
  - 10月：南宋・西夏連合軍が鞏州を攻めたが、戦果なしに還る。
- 嘉定14年
  - 2月：鄂州の五関と漢陽軍が金軍により侵される。
  - 4月14日：北還中の金軍が李全の迎撃を受けて敗退する。
  - 5月22日：『慶元寛恤詔令』が再び公布される。
  - 6月21日：臨安に岳飛の廟堂が建てられる。
  - 7月5日：モンゴルに使行した南宋の使者が「恭膺天命の宝」を得い、これを寧宗に捧げる。
- 嘉定15年
  - 正月元日：御宝を受ける礼が行われる。
  - 4月：金軍が淮南に再侵する。
  - 5月15日：宋軍が淮水から退却中の金軍を迎撃して大勝する。
- 嘉定16年
  - 正月5日：科挙試験官の収賄を厳しく扱う詔勅が出る。
- 嘉定17年
  - 6月：金が南宋に対する侵攻を止める。
  - 閏8月3日：寧宗が崩ずる。史弥遠が皇子の趙竑を廃する。
  - 11月25日：理宗の即位により翌年から「宝慶」へ踰年改元の詔が下る。

## 他の王朝
- モンゴル帝国 - 太祖チンギス・カンの3年 - 19年